# Multiplayer BattleTech: EGA
Multiplayer BattleTech: EGA ist eine Kampfsimulation und ein Massively Multiplayer Online Game des amerikanischen Entwicklers Kesmai für den Online-Dienst GEnie. Der Spieler steuert darin als Pilot (sog. MechWarrior) einen großen Kampfroboter (Mech) und liefert sich Gefechte mit anderen Spielern. Es ist ein Lizenzprodukt zum Science-Fiction-Tabletop BattleTech der FASA Corporation. Es ging im Dezember 1991 online. Kesmai entwickelte zwei Nachfolger, Multiplayer BattleTech: Solaris (1996) und Multiplayer BattleTech: 3025 (2001).

## Beschreibung
Das Spiel ist in der Zeit vor der Claninvasion angesiedelt. Spieler konnten sich als Mitglieder eines der fünf Herrscherhäuser (Vereinigten Sonnen, Lyranisches Commonwealth, Draconis-Kombinat, Konföderation Capella, Liga Freier Welten) oder als unabhängige Söldner anmelden. Alle Häuser kämpften um die Hoheit über verschiedene Planeten. Absprachen und Austausch der Spieler untereinander erfolgte zunächst über einen Textchat, um anschließend in Team-Gefechten mit drei weiteren Mitspielern anzutreten. Das Spielgeschehen der Gefechte wird aus einer Cockpit-Perspektive gezeigt. Strategische Elemente wie Reparaturen, Versorgungslinien und unterschiedliche Mechs.
Kesmai sicherte sich die Rechte zu MechWarrior, um ein landbasiertes Gegenstück seiner erfolgreichen Online-Flugsimulation Air Warrior anbieten zu können. Die Engine von Activisions erstem MechWarrior wurde für das Online-Spiel angepasst. Im Dezember 1991 ging das Spiel online. Der Spieler bezahlte pro Zeitstunde einen bestimmten Betrag, die amerikanische Spielezeitschrift Computer Gaming World nennt im Mai 1993 als Preis sechs Dollar pro Stunde, im Mai 1994 vier Dollar.

## Rezeption
“MPBT offers the long-term satisfaction of role-playing combined with the quick-playing thrill of a simulation.”

„MPBT bietet die langfristige Zufriedenstellung eines Rollenspiels in Kombination mit dem schnellen Kick einer Simulation.“

Das Spielemagazin Computer Gaming World zeichnete Multiplayer BattleTech: EGA 1994 als Online-Spiel des Jahres aus.
1996 veröffentlichte Kesmai über verschiedene Onlinedienste wie zum Beispiel AOL oder GameStorm den Nachfolger Multiplayer BattleTech: Solaris. Während der Arbeiten an einem weiteren Nachfolger, Multiplayer BattleTech: 3025, wurde Kesmai 1999 von Electronic Arts übernommen. 2001 ging der Titel in die offene Betaphase, wurde aber im Dezember nach Schließung des Unternehmens wieder eingestellt.